# Rocky Reach Dam
Der Rocky Reach Dam ist eine Talsperre am Columbia River zwischen dem Chelan County und Douglas County im  Bundesstaat Washington der USA, 11 km flussaufwärts von Wenatchee und 761 km flussaufwärts von der Mündung des Columbia bei Astoria gelegen. Die Talsperre hat eine L-förmige Beton-Gewichtsstaumauer mit einem Laufwasserkraftwerk und staut seit 1961 den Columbia zum Lake Entiat auf, der sich 69 km flussaufwärts bis zum Wells Dam im Norden erstreckt. Die Talsperre ist eine von mehreren Staustufen am Columbia und wird wie der flussabwärts folgende Rock Island Dam vom Chelan County Public Utility District (Chelan County PUD) betrieben.

## Geschichte

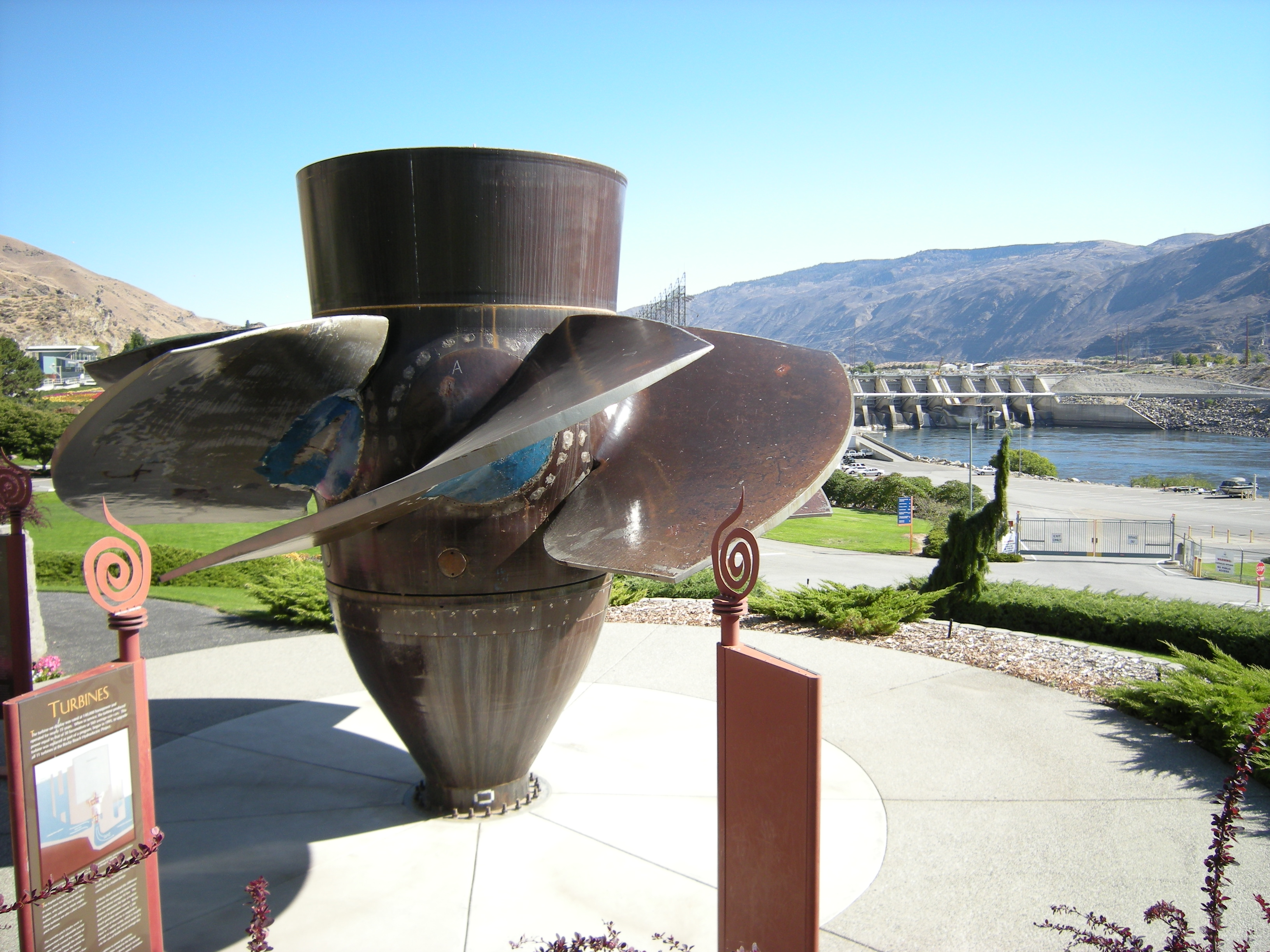
Ehemaliges Laufrad einer Wasserturbine vor dem Besucherzentrum der Staustufe.

Erste Untersuchungen zur Realisierung einer Staustufe im Flussabschnitt oberhalb von Wenatchee wurden in den 1930er-Jahren vom United States Army Corps of Engineers durchgeführt. Das Chelan County PUD griff die Idee in den 1950er-Jahren wieder auf, erhielt 1954 eine vorläufige Genehmigung zum Bau von der Federal Power Commission und begann mit den Arbeiten im Oktober 1956. Eine auf 50 Jahre limitierte Lizenz zum Betrieb des Rocky Reach Dam wurde 1957 erteilt und Anfang 2009 erwirkte das Chelan County PUD von der Federal Energy Regulatory Commission (FERC, Nachfolgeorganisation der Federal Power Commission) eine finale Erneuerung bis 2052.
Die Talsperre mit dem Laufwasserkraftwerk und die ersten sieben Wasserturbinen (mit ihren entsprechenden Generatoren) wurden zwischen 1956 und 1961 errichtet. Dabei wurden über 2,5 Mio. Kubikmeter Erdboden und Felsgestein bewegt. In der Hochphase des Baus 1959 waren über 2100 Arbeitskräfte beschäftigt. Zwischen 1969 und 1971 wurde das Laufwasserkraftwerk um vier weitere Wasserturbinen (4× 125,4 MW) erweitert. Eine Überholung der Generatoren der ersten sieben Turbinen fand in den 1980er-Jahren statt (heute 7× 105,0 MW) und zwischen 1995 und 2006 wurden die Laufräder aller elf Turbinen ersetzt, eine weitere kleinere 800-kW-Einheit wurde 2007 installiert.

## Beschreibung

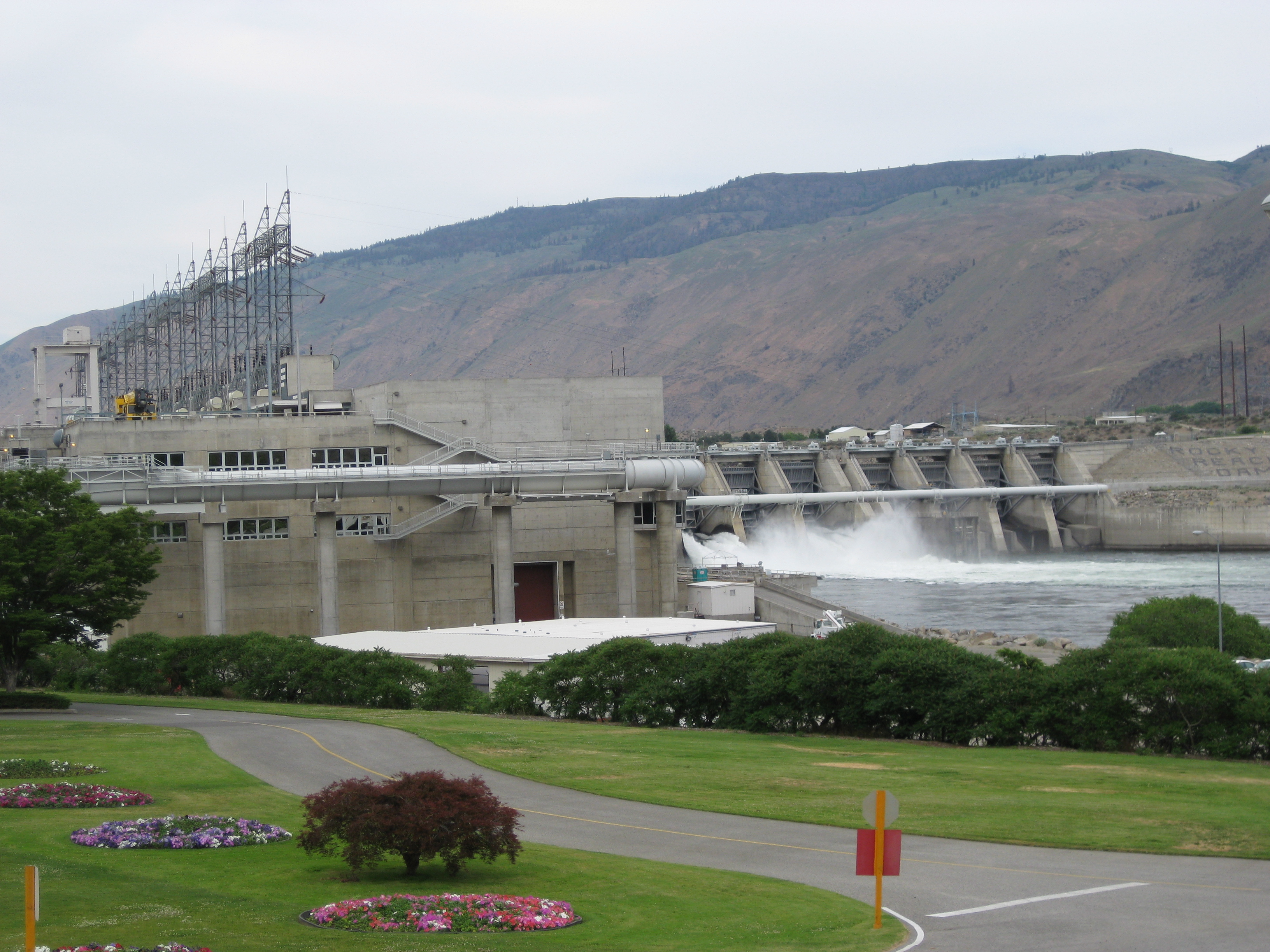
Das Laufwasserkraftwerk (links) und die Hochwasserentlastung (rechts) des Rocky Reach Dam

### Staustufe
Die Staustufe besteht aus einer 868 m langen und 40 m hohen L-förmigen Beton-Gewichtsstaumauer, wobei die Hochwasserentlastung mit dem Laufwasserkraftwerk einen nahezu rechten Winkel bildet. Das Kraftwerk mit einer Länge von 332 m liegt parallel zum Fluss und bildet mit dem Westufer ein kleines Becken. Die 226 m lange Hochwasserentlastung liegt senkrecht zum Fluss und reicht bis zum Ostufer. Sie ist als Drucksegmentwehr ausgeführt und besitzt 12 Tore mit einer Größe von je 15 m × 18 m. Weitere Mauerabschnitte und Fischtreppen ergänzen das Bauwerk.
Der Höhenunterschied zwischen Oberwasser und Unterwasser beträgt im Regelbetrieb rund 28 m, der Durchfluss liegt bei 500–3000 m³/s. Im Hochwasserfall können bei voller Öffnung der Hochwasserentlastung mehr als 35.000 m³/s abfließen.
Insgesamt besitzt der Rocky Reach Dam eine nominelle Kraftwerksleistung von 1.237,4 MW. Unter günstigen Wasserbedingungen kann diese auf bis zu 1.278 MW gesteigert werden, der Betrieb der Anlagen oberhalb ihrer Spezifikation erfolgt aber nur selten (ca. 2 % im Jahr). Jährlich werden rund 5.900 GWh Energie produziert, wobei die Kosten bei ungefähr 1,2 Dollar-Cents pro Kilowattstunde liegen. Die größten Abnehmer sind Puget Sound Energy (25 %) und Alcoa (26 %).

### Stausee
Der Lake Entiat erstreckt sich 69 km den Columbia flussaufwärts bis zum Wells Dam im Norden und hat eine durchschnittliche Breite von 480 m, bei einer maximalen Tiefe von circa 40 m. Der Stausee bildet einen Großteil der Grenze zwischen dem Chelan County und Douglas County und hat im normalen Betriebszustand (Stauziel) eine Fläche von 33,3 km². Er wird zusätzlich vom zwei Nebenflüssen gespeist, dem Entiat River, der unterhalb der Stadt Entiat in den Columbia mündet, sowie vom Chelan River, der vom Lake Chelan Dam in der Nähe der Stadt Chelan aufgestaut und nahezu vollständig durch einen 3,5-km-Wassertunnel zu einem Laufwasserkraftwerk am Ufer des Columbia geleitet wird.
Mit der Errichtung des Rocky Reach Dam in den 1950er-Jahren mussten die circa 400 Einwohner der Stadt Entiat umgesiedelt werden, da das alte Stadtgebiet am Westufer des Columbia mit der Inbetriebnahme der Staustufe überflutet wurde.